# Forchheim (distrito)
Forchheim é um distrito da Alemanha, na região administrativa da Alta Francónia, estado de Baviera. Com uma área de 643,00 km² e com uma população de 112.500 habitantes (2000).

## Cidades e Municípios
| Cidades                                     | Municípios | |
| ------------------------------------------- | --- | --- |
| 1. Ebermannstadt 2. Forchheim 3. Gräfenberg | 1. Dormitz 2. Effeltrich 3. Eggolsheim 4. Egloffstein 5. Gößweinstein 6. Hallerndorf 7. Hausen 8. Heroldsbach 9. Hetzles 10. Hiltpoltstein 11. Igensdorf 12. Kirchehrenbach | 1. Kleinsendelbach 2. Kunreuth 3. Langensendelbach 4. Leutenbach 5. Neunkirchen am Brand 6. Obertrubach 7. Pinzberg 8. Poxdorf 9. Pretzfeld 10. Unterleinleiter 11. Weilersbach 12. Weißenohe 13. Wiesenthau 14. Wiesenttal |